# Tajuria cyrus
Tajuria cyrus är en fjärilsart som beskrevs av Druce 1895. Tajuria cyrus ingår i släktet Tajuria och familjen juvelvingar. Inga underarter finns listade i Catalogue of Life.